# في الشعر الجاهلي
في الشعر الجاهلي كتاب للأديب المصري طه حسين صدر عام 1926م، أعاد طه حسين طباعته بعنوان جديد هو «الأدب الجاهلي» بعد الانتقادات والضجة التي أحدثها الكتاب، فرفع منه الفصول الأربعة التي أثارت الرأي العام.

## محتوى الكتاب
جاء في كتاب «في الشعر الجاهلى» لطه حسين أن الأدب العربي في الخمسين سنة الأخيرة، قد انحدر وأصابه المسخ والتشويه بسبب مجموعة احتكرت اللغة العربية وآدابها بحكم القانون. وهذا أمر ليس خليقاً بأمة كالأمة المصرية كانت منذ عرفها التاريخ ملجأ الأدب وموئل الحضارة، عصمت الأدب اليوناني من الضياع، وحمت الأدب العربي من سطوة العجمة وبأس الترك والتتر.
الأدب العربي يجب أن يُعتمد في دراسته على إتقان اللغات السامية وآدابها. وعلى إتقان اللغتين اليونانية واللاتينية وآدابهما. بالإضافة إلى تفهم التوراة والإنجيل والقرآن، إذ كيف السبيل إلى دراسة الأدب العربي إذا لم نقم بدراسة هذه الموضوعات كلها. فهل نظن أن من شيوخ الأدب في مصر من قرأ إلياذة هوميروس وإنيادة فرجيل؟ لقد كان الجاحظ أديباً لأنه كان مثقفاً قبل أن يكون لغوياً أو بيانياً أو كاتباً. وكان يتقن فلسفة اليونان وعلومهم وسياسة الفرس وحكمة الهنود. وكان على علم بالتاريخ وتقويم البلدان. ولو عاش الجاحظ في هذا العصر لحاول إتقان الفلسفة الألمانية والفرنسية. وهذا ما يفعله بالضبط أستاذ الأدب الإنجليزي أو الفرنسي اليوم. يكفى أن تنظر في أدب أبو العلاء المعري لترى أننا في حاجة إلى علوم الدين الإسلامي كلها. وإلى النصرانية واليهودية ومذاهب الهند في الديانات لكى نفهم شعر أبي العلاء. فالأدب لا يمكن أن يثمر إلا إذا اعتمد على علوم تعينه، وعلى ثقافة تغنيه.
اللغة العربية لغة مقدسة لأنها لغة القرآن الكريم والدين. ولأنها مقدسة فهي لا تخضع للبحث العلمي الصحيح الذي قد يستلزم النقد والتكذيب والإنكار والشك على أقل تقدير. أما طه حسين فيريد أن يكون تدريس اللغة العربية وآدابها شأن العلوم التي ظفرت بحريتها من قبل. فدراسة الأدب العربي اليوم تقتصر على مدح أهل السنة وذم المعتزلة والشيعة والخوارج والكفار. وليس في ذلك شأن ولا منفعة ولا غاية علمية بالنسبة لأدب اللغة العربية. فالأدب العربي شيء والتبشير بالإسلام شيء آخر. فمثلاً إذا أمرت السلطة السياسية الكتاب والمؤرخين أن تكون كتاباتهم ودراساتهم مقصورة على تأييد السلطة السياسية، أليس الكتاب جميعاً- إن كانوا خليقين بهذا الاسم- يؤثرون أن يبيعوا الفول والكراث على أن يكونوا أدوات في أيدي الساسة، ويفسدون بهم العلم والأخلاق.
لقد أغلق أنصار القديم على أنفسهم في الأدب باب الاجتهاد، كما أغلقه الفقهاء في الفقه، والمتكلمون في الكلام. فما زال العرب ينقسمون إلى بائدة وباقية، وإلى عاربة ومستعربة. وما زال أولئك من جرهم، وهؤلاء من ولد إسماعيل. وما زال امرؤ القيس صاحبَ قصيدة «قفا نبك...»، وطرفة صاحبَ «لخولة أطلال...»، وعمرُ بن كلثوم «ألا هبى...».
لكنني -والكلام هنا لطه حسين- شككت في قيمة الأدب الجاهلي، وألححت في الشك. وانتهيت إلى أن الكثرة المطلقة مما نسميه أدباً جاهلياً، ليست من الجاهلية في شيء، إنما هي منحولة بعد ظهور الإسلام. فهي إسلامية تمثل حياة المسلمين وميولهم وأهوائهم، أكثر مما تمثل حياة الجاهليين. وما بقي من الأدب الجاهلي الصحيح قليل جداً، لا يمثل شيئا، ولا يدل على شيء، ولا ينبغى الاعتماد عليه في استخراج الصورة الأدبية الصحيحة لهذا العصر الجاهلي. فالشعر الذي ينسب إلى أمرئ القيس أو إلى الأعشى أو إلى غيرهما من الشعراء الجاهليين لا يمكن من الوجهة اللغوية والفنية أن يكون لهؤلاء الشعراء، ولا أن يكون قد قيل وأذيع قبل أن يظهر القرآن. لذلك لا ينبغي أن يُستشهد بهذا الشعر على تفسير القرآن وتأويل الحديث. وإنما ينبغي أن يُستشهد بالقرآن والحديث على تفسير هذا الشعر وتأويله. فحياة العرب الجاهليين ظاهرة في شعر الفرزدق وجرير وذي الرمة والأخطل والراعي النميري أكثر من ظهورها في هذا الشعر الذي ينسب إلى طرفة وعنترة وبشر بن أبي خازم.
أما سبل نحل الشعر الجاهلي- كما سردها طه حسين- فهي سياسية ودينية. فبعد هجرة الرسول ﷺ إلى المدينة نشأت عداوة بين مكة والمدينة، إصطبغت بالدم يوم انتصر الأنصار في بدر، ويوم انتصرت قريش في أحد. فوقف شعراء الأنصار وشعراء قريش يتهاجون ويتجادلون ويتناضلون. يدافع كل فريق عن أحسابه وأنسابه، ويشيد بذكرى قومه. وبعد فتح مكة بقليل، وبعد أن توحدت قريش مع الأنصار توفي الرسول ﷺ ولم يضع قاعدة للخلافة، ولا دستوراً للحكم لهذه الأمة التي جمعها بعد فرقة. فعادت هذه الضغائن إلى الظهور. واستيقظت الفتنة بعد نومها. وزال الرماد الذي كان يخفى الأحقاد. فاختلف المهاجرون من قريش مع الأنصار في الخلافة. أين تكون ولمن تكون. وكاد الأمر يفسد بين الفريقين. لولا حزم نفر من قريش وقوة قريش المادية، فأذعن الأنصار، وقبلوا أن تخرج الإمارة إلى قريش. إلا سعد بن عبادة الأنصاري، الذي أبى أن يبايع أبا بكر، وأن يبايع عمر. وظل يمثل المعارضة قوى الشكيمة ماضي العزيمة حتى قُتل غيلة في بعض أسفاره. وزعم الرواة أن قتله الجن. ولما قُتل عمر وانتهت الخلافة إلى عثمان أصبحت الخلافة في بنى أمية. واشتدت عصبية الأمويين. واشتدت العصبيات الأخرى بين العرب. وبعد مقتل عثمان وافتراق المسلمين، انتهى الأمر كله لبني أمية بعد تلك الفتن والحروب. فالعصبية وما يتصل بها من المنافع السياسية قد كانت من أهم الأسباب التي حملت العرب على نحل الشعر للجاهليين. فابن سلام يعترف بأن أهل العلم قادرون على أن يميزوا الشعر الذي ينحله الرواة في سهولة. لكنهم يجدون مشقة وعسراً في تمييز الشعر الذي ينحله العرب أنفسهم.
لم تكن العواطف والمنافع الدينية أقل من العواطف والمنافع السياسية أثراً في تكلف الشعر ونحله وإضافته إلى الجاهليين. فكان هذا النحل في بعض أطواره يقصد به إثبات صحة وصدق النبي. وكل ما يتصل ببعثته من أخبار وقصص تروى لتقنع العامة بأن علماء العرب وكهانهم وأحبار اليهود ورهبان النصارى كانوا ينتظرون بعثة نبي عربي يخرج من قريش أو مكة.
كما كان هناك لون آخر من الشعر المنحول نسب إلى الجاهليين من عرب الجن. فالأمة العربية لم تكن أمة من الناس فقط. وإنما كانت هناك أمة أخرى من الجن. تحيا حياة الأمة الإنسية. وكانت تقول الشعر. وأنطقوا الجن بضروب من الشعر وفنون من السجع. ووضعوا على النبي نفسه أحاديث لم يكن بد منها لتأويل آيات القرآن على النحو الذي يريدونه ويقصدون إليه. وفي طبقات الشعراء لابن سلام نجده يثبت أن الشعر الذي يلجأ إليه القصاص لتفسير ما جاء بالقرآن الكريم من أخبار الأمم القديمة البائدة لعاد وثمود ومن إليهم هو شعر منحول وضعه ابن إسحق، الذي لم يكتف بذلك، وإنما نسب الشعر إلى آدم نفسه، حين زعم بأنه رثى هابيل حين قتله أخوه قابيل.
وسبب آخر لنحل الشعر ظهر عندما اتصلت الحياة العلمية عند العرب بالأمم المغلوبة والموالي، فأرادوا أن يدرسوا القرآن درساً لغوياً، ويثبتوا صحة ألفاظه العربية ومعانيه. فحرصوا على أن يستشهدوا على كل كلمة من كلمات القرآن بشيء من شعر العرب يثبت أن هذه الكلمة القرآنية عربية لا سبيل إلى الشك في عربيتها.
وكانت هناك أيضاً خصومات بين العلماء كان لها تأثير غير قليل في مكانة العالم وشهرته ورأي الناس فيه. فاستشهدوا بشعر الجاهليين على كل شيء. فالمعتزلة مثلا يثبتون مذاهبهم بشعر الجاهليين، إلا أن هذا الشعر الجاهلي المنحول استغله بعض المستشرقين للنيل من الإسلام. فيزعم «كليمان هوار» في فصل طويل نشر في المجلة الآسيوية عام 1904م أنه قد اكتشف مصدراً جديداً من مصادر القرآن الكريم، وهو شعر أمية بن أبي الصلت، وأن الرسول قد استعان به في نظم القرآن الكريم.
أما طه حسين فهو يرتاب في شعر أمية بن أبي الصلت، ويقول أنه حتى إذا جاء في شعر أمية أخبارٌ وردت في القرآن، كأخبار ثمود وصالح والناقة والصيحة، فمن الذي زعم أن ما جاء بالقرآن الكريم من أخبار كان مجهولاً قبل أن يجئ به القرآن؟ ومن الذي يستطيع أن ينكر أن كثيراً من القصص القرآني كان معروفاً بعضه عند اليهود، وبعضه عند النصارى، وبعضه عند العرب أنفسهم. أما شعر أمية بن أبي الصلت إنما نحل نحلاً. نحله المسلمون ليثبتوا أن للإسلام قدمه وسابقه في البلاد العربية. ومن هنا لا نستطيع أن نقبل ما يضاف إلى هؤلاء الشعراء والمتحنفين إلا مع شيء من الاحتياط والشك غير قليل. فالقرآن الكريم وحده هو النص العربي القديم الذي يستطيع المؤرخ أن يطمئن إلى صحته، ويعتبره مشخصاً للعصر الذي تلى فيه.

## ردود على الكتاب
أثار كتاب طه حسين «في الشعر الجاهلي» معارضة شديدة لأنه يقدم أسلوباً نقدياً جديداً للغة العربية وآدابها. يخالف الأسلوب النقدي القديم المتوارث. هذه المعارضة قادها رجال الأزهر، واتهم طه حسين في إيمانه، وسحب الكتاب من الأسواق لتعديل بعض أجزائه. وقامت وزارة إسماعيل صدقي باشا عام 1932م بفصله من الجامعة كرئيس لكلية الآداب. فاحتج على ذلك رئيس الجامعة أحمد لطفي السيد، وقدم استقالته. ولم يعد طه حسين إلى منصبه إلا عندما تقلد الوفد الحكم عام 1936م. ومن أبرز المعارضين لما ورد في الكتاب:
- مصطفى صادق الرافعي، في كتابه تحت راية القرآن
- محمد لطفي جمعة، في كتابه الشهاب الراصد
- شيخ الأزهر محمد الخضر حسين، في كتاب نقض كتاب في الشعر الجاهلي
- محمد فريد وجدي، في كتابه المسمى أيضا نقض كتاب في الشعر الجاهلي
- محمد أحمد الغمراوي، في كتابه النقد التحليلي لكتاب في الأدب الجاهلي
- ناصر الدين الأسد، في كتابه مصادر الشعر الجاهلي وقيمتها التاريخية

## وصلات خارجية
- في الأدب الجاهلي على موقع مؤسسة هنداوي
- في الشعر الجاهلي علي موقع Internet Archive